# Opius mongaguanus
Opius mongaguanus är en stekelart som beskrevs av Fischer 1966. Opius mongaguanus ingår i släktet Opius och familjen bracksteklar. Inga underarter finns listade i Catalogue of Life.